# 优素福·德米尔
優素福·德米爾（土耳其語：Yusuf Demir；2003年6月2日—），是一名奧地利足球運動員，司職前鋒，現效力於土超球隊加拉塔沙雷。他也效力於奧地利國家足球隊。

## 俱乐部生涯
2019年5月26日，德米尔与维也纳迅速签下了第一份职业合同。2019年12月14日，在维也纳迅速3-0击败阿德米拉的奥超比赛中，德米尔完成了一线队首秀。2020年9月15日，在维也纳迅速1-2惜败根特的欧冠第三轮资格赛中，德米尔以17岁零3个月13天的年龄打进了一粒进球，成为继1994年以17岁10个月27天的年龄取得进球的盖德·维默后进球时最年轻的奥地利球员。
2021年7月，西班牙的巴塞罗那宣布以 500,000 歐元的價格從维也纳迅速租借德米爾一個賽季，並可選擇在未來以 1000 萬歐元的價格永久轉會。
2021年8月31日，德米爾被巴塞羅那註冊為西甲一線隊球員，此前他曾被安排在預備隊註冊。他獲得了之前由奥斯曼·登贝莱持有的11號球衣。
2022年1月13日，巴塞羅那決定中止德米爾的租借合約。巴塞羅那採取這一舉措是為了避免激活他的合同中的一項條款，該條款規定，在踢了10場一線隊比賽后，巴塞羅那必須支付1000萬歐元的比賽費用以保留球員的權利。

## 国家队生涯
德米尔出生于奥地利维也纳，他是土耳其后裔。他目前是一名奥地利青年国脚。